# Attus dryocopinus
Attus dryocopinus är en spindelart som beskrevs av Władysław Taczanowski 1871. Attus dryocopinus ingår i släktet Attus och familjen hoppspindlar. Inga underarter finns listade.